# Trump (patronyme)
Pour les articles homonymes, voir Trump.
Trump, ou Trumper est un nom de famille de différentes origines notamment porté par Donald Trump :
- en anglais, il dérive de l'Ancien français Trompeor : le « créateur de  trompettes », avec des traces au XIIIe siècle comme Trumpur, Trumpe et Trump.
- en allemand, il dérive du nom commun « tambour » ; c'est l'origine du nom de Donald Trump[1].

## Patronyme allemand
Selon Bahlow (1982), le nom de famille Trump dérive d'un mot bavarois signifiant « tambour » (Moyen-Haut-allemand trumpe). Trump est un nom de famille toujours porté en Allemagne, quoique relativement rare, avec 382 entrées de l'annuaire téléphonique en  2016. Le patronyme est surtout concentré dans la région de Cologne, l'arrondissement de Bad Dürkheim (dont Kallstadt), l'arrondissement de Gifhorn et les arrondissements de Schwäbisch Hall/Ansbach. c'est l'origine du nom de Donald Trump.

## Patronyme anglais
On notera que trump est aussi un nom commun en anglais, signifiant atout, carte maîtresse (dans un jeu de carte), comme dans l'expression "play your trump card" "jouer son atout". En anglais britannique vulgaire, c'est aussi un pet, comme dans l'expression « to trump », « péter ».